# Les Etchemins
Cet article concerne la MRC québécoise. Pour le peuple autochtone, voir Malécites.
Les Etchemins est une municipalité régionale de comté de la province de Québec, dans la région administrative de la Chaudière-Appalaches, constituée le 1er janvier 1982. Son chef-lieu est Lac-Etchemin. Elle est composée de 13 municipalités : 10 municipalités et 3 paroisses. Les habitants sont les Etcheminois.
Le préfet de la MRC est Camil Turmel, maire de Lac-Etchemin.

## Géographie

### Subdivisions limitrophes
| Bellechasse     |               | Montmagny         |
| Beauce-Centre   | Les Etchemins | Comté de Somerset |
| Beauce-Sartigan |               |                   |

### Entités territoriales
La MRC est constituée de treize municipalités locales.
| Nom                      | Statut                   | Population 2021 | Superficie (km2) | Densité (h/km2) | Ref. |
| ------------------------ | ------------------------ | --------------- | ---------------- | --------------- | ---- |
| Lac-Etchemin             | Municipalité             | 4 028           | 161,6            | 24,93           |      |
| Saint-Benjamin           | Municipalité             | 1 090           | 112,5            | 9,69            |      |
| Saint-Camille-de-Lellis  | Municipalité de paroisse | 737             | 251,5            | 2,93            |      |
| Saint-Cyprien            | Municipalité de paroisse | 474             | 94,2             | 5,03            |      |
| Saint-Louis-de-Gonzague  | Municipalité             | 390             | 118,5            | 3,29            |      |
| Saint-Luc-de-Bellechasse | Municipalité             | 449             | 159,5            | 2,82            |      |
| Saint-Magloire           | Municipalité             | 712             | 208,7            | 3,41            |      |
| Saint-Prosper            | Municipalité             | 3 596           | 134,1            | 26,82           |      |
| Saint-Zacharie           | Municipalité             | 1 684           | 188,8            | 8,92            |      |
| Sainte-Aurélie           | Municipalité             | 856             | 79,9             | 10,71           |      |
| Sainte-Justine           | Municipalité             | 1 828           | 126,4            | 14,46           |      |
| Sainte-Rose-de-Watford   | Municipalité             | 740             | 115,7            | 6,4             |      |
| Sainte-Sabine            | Municipalité de paroisse | 343             | 68               | 5,04            |      |
| Total                    | Total                    | 16 927          | 1 810,05         | 9,35            |      |

## Démographie
| 1986   | 1991   | 1996   | 2001   | 2006   | 2011   | 2016   | 2021   |
| ------ | ------ | ------ | ------ | ------ | ------ | ------ | ------ |
| 19 485 | 18 668 | 18 356 | 17 745 | 17 599 | 17 254 | 16 536 | 16 927 |

## Administration
```
                                       Liste des directeurs-généraux
                                      --------------------------------
                                1982:     Gérald Fournier
                                1982-1989:Alain Beauregard
                                1989-1999:Jean-Claude Morin
                                1999-2000:Nancy Labrecque
                                2000-2012:Fernand Heppell
                                2012-2019:Luc Leclerc
                                2019-2021:Dominique Viens
                                2021-présent:Judith Leblond
```

## Éducation
Commission scolaire de la Beauce-Etchemin

## Divisions de recensement limitrophes
- Bellechasse
- Montmagny
- Beauce-Sartigan
- Beauce-Centre
- Comté de Somerset, Maine, États-Unis